# Omar the Tentmaker
Pour plus de détails, voir Fiche technique et Distribution.
Omar the Tentmaker est un film américain réalisé par James Young, sorti en 1922.

## Fiche technique
- Titre : Omar the Tentmaker
- Réalisation : James Young
- Scénario : Richard Walton Tully d'après sa pièce
- Photographie : Georges Benoît
- Pays d'origine : États-Unis
- Format : Noir et blanc - 1,33:1 - Film muet
- Genre : drame
- Date de sortie : 1922

## Distribution
- Guy Bates Post (en) : Omar
- Virginia Brown Faire : Shireen
- Nigel De Brulier : Nizam ul Mulk
- Noah Beery : le shah des shahs
- Rose Dione : la mère du Shah
- Patsy Ruth Miller : Little Shireen
- Douglas Gerrard : Hassan
- Boris Karloff : Imam Mowaffak
- Walter Long : le bourreau
- Evelyn Selbie : Zarah
- George Regas : l'émissaire du Shah